# Parma Football Club 2005-2006
Questa voce raccoglie le informazioni riguardanti il Parma Football Club nelle competizioni ufficiali della stagione 2005-2006.

## Stagione
Nella stagione 2005-06 la panchina del Parma è affidata a Mario Beretta, la squadra ducale chiude il campionato al settimo posto, centrando la qualificazione alla Coppa UEFA dopo un anno di assenza dalle competizioni europee. Una stagione dai due volti per il Parma, che raccoglie la miseria di 15 punti nel girone di andata, chiuso in piena zona retrocessione, e 30 punti nel girone di ritorno. Ma si è trattato di un campionato deciso non dal campo ma dai tribunali. Il 14 maggio al termine del torneo, la Juventus è campione d'Italia, il Milan al secondo posto, il Parma nono in classifica, fuori dalle Coppe. Situazione destinata a cambiare radicalmente, alcune settimane dopo, in seguito alle sentenze del processo sullo scandalo, provocato dalle intercettazioni telefoniche, ribattezzato Calciopoli dalla stampa sportiva, che ha coinvolto diverse società, finendo con il riscrivere la classifica di questa stagione.
Per effetto di questa sentenza terremoto, lo scudetto 2005-2006 è stato assegnato all'Inter, la Roma è giunta seconda, entrambe direttamente in Champions League, Milan terzo, Chievo quarto, ai preliminari di Champions, il Palermo quinto, il Livorno sesto ed il Parma, settimo classificato, si sono qualificati in Coppa UEFA. Il Messina terz'ultimo resta in Serie A, mentre retrocedono Lecce, Treviso e Juventus.
Per i ducali due giocatori in doppia cifra in campionato, Fabio Simplicio e Bernardo Corradi con 10 reti. Nella Coppa Italia tornata ad eliminazione diretta fin dall'inizio, il Parma supera nel primo turno la Cavese, nel secondo turno ha eliminato il Padova, nel terzo turno ha eliminato l'Empoli ai calci di rigore, poi negli ottavi è stata eliminata dall'Inter nel doppio confronto.

## Divise e sponsor[2]
Per ciò che attiene alle maglie e più in generale al materiale tecnico, la stagione fu segnata da una svolta: Champion decise di risolvere anticipatamente il proprio contratto da fornitore con la fine del 2005 e dall'inizio del 2006 vi subentrò la parmense Erreà.
| Casa (Champion) | Casa (Erreà) | Trasferta (Champion) | Trasferta (Erreà) | Terza divisa (Erreà) |

## Rosa
| N. |                      | Ruolo | Calciatore        |
| -- | -------------------- | ----- | ----------------- |
| 1  | Italia (bandiera)    | P     | Alfonso De Lucia  |
| 2  | Senegal (bandiera)   | D     | Ferdinand Coly    |
| 3  | Italia (bandiera)    | D     | Giuseppe Cardone  |
| 4  | Italia (bandiera)    | C     | Daniele Dessena   |
| 5  | Italia (bandiera)    | D     | Daniele Bonera    |
| 6  | Colombia (bandiera)  | C     | Jorge Bolaño      |
| 7  | Italia (bandiera)    | P     | Luca Bucci        |
| 9  | Italia (bandiera)    | A     | Bernardo Corradi  |
| 10 | Italia (bandiera)    | C     | Domenico Morfeo   |
| 13 | Australia (bandiera) | C     | Vincenzo Grella   |
| 14 | Italia (bandiera)    | D     | Matteo Contini    |
| 15 | Italia (bandiera)    | C     | Filippo Savi      |
| 16 | Italia (bandiera)    | A     | Francesco Ruopolo |
| 17 | Italia (bandiera)    | D     | Marco Rossi       |
| 18 | Slovenia (bandiera)  | A     | Zlatko Dedič      |
| 19 | Italia (bandiera)    | C     | Andrea Pisanu     |
| 21 | Italia (bandiera)    | C     | Luca Cigarini     |

| N. |                       | Ruolo | Calciatore            |
| -- | --------------------- | ----- | --------------------- |
| 22 | Italia (bandiera)     | P     | Cristiano Lupatelli   |
| 23 | Australia (bandiera)  | C     | Mark Bresciano        |
| 24 | Portogallo (bandiera) | D     | Fernando Couto        |
| 24 | Italia (bandiera)     | D     | Sebastiano Siviglia   |
| 26 | Italia (bandiera)     | D     | Damiano Ferronetti    |
| 27 | Italia (bandiera)     | C     | Matteo Mandorlini     |
| 28 | Italia (bandiera)     | D     | Paolo Cannavaro       |
| 29 | Guinea (bandiera)     | D     | Ibrahima Sory Camara  |
| 30 | Brasile (bandiera)    | C     | Fábio Simplício       |
| 32 | Italia (bandiera)     | C     | Marco Marchionni      |
| 33 | Italia (bandiera)     | D     | Giovanni Pasquale     |
| 34 | Italia (bandiera)     | D     | Alessandro Bernardini |
| 35 | Italia (bandiera)     | A     | Daniele Paponi        |
| 36 | Italia (bandiera)     | A     | Marco Delvecchio      |
| 38 | Italia (bandiera)     | D     | Filippo Mattiuzzo     |
| 99 | Italia (bandiera)     | P     | Matteo Guardalben     |

## Risultati

### Serie A

#### Girone di andata
| Arbitro: | Pieri (Lucca) |

|               |           |              |
| Bresciano 48’ | Marcatori | 37’ Terlizzi |

| Arbitro: | Girardi (San Donà di Piave) |

|              |           |  |
| Mandelli 11’ | Marcatori |  |

| Arbitro: | Bergonzi (Genova) |

|             |           |  |
| Corradi 17’ | Marcatori |  |

| Arbitro: | Tombolini (Ancona) |

|                                      |           |               |
| Totti 24’ Nonda 26’, 87’ Panucci 34’ | Marcatori | 30’ Cannavaro |

| Arbitro: | Pieri (Lucca) |

|                |           |                                   |
| Delvecchio 14’ | Marcatori | 44’ Camoranesi 82’ Patrick Vieira |

| Arbitro: | Preschern (Mestre) |

|                                |           |            |
| Bjelanović 28’, 78’ Foggia 33’ | Marcatori | 21’ Pisanu |

| Arbitro: | Giannoccaro (Lecce) |

|               |           |          |
| Simplicio 34’ | Marcatori | 67’ Fava |

| Arbitro: | Morganti (Ascoli Piceno) |

|                             |           |            |
| Toni 2’, 24’, 60’ Fiore 36’ | Marcatori | 66’ Grella |

| Arbitro: | Messina (Bergamo) |

|               |           |                |
| Simplicio 35’ | Marcatori | 77’ Muslimović |

| Arbitro: | Saccani (Mantova) |

|                              |           |  |
| C. Lucarelli 16’ Morrone 28’ | Marcatori |  |

| Arbitro: | Tagliavento (Terni) |

|                              |           |  |
| Marchionni 31’ D. Morfeo 50’ | Marcatori |  |

| Arbitro: | Rocchi (Firenze) |

|                        |           |  |
| Figo 31’ Cambiasso 50’ | Marcatori |  |

| Arbitro: | Bergonzi (Genova) |

|             |           |                    |
| Corradi 89’ | Marcatori | 45+2’, 48’ Barreto |

| Arbitro: | Stefanini (Prato) |

|                       |           |             |
| Cozza 10’ De Rosa 21’ | Marcatori | 13’ Cardone |

| Arbitro: | Farina (Novi Ligure) |

|             |           |               |
| Corradi 25’ | Marcatori | 84’ Bonazzoli |

| Arbitro: | Dattilo (Locri) |

|                          |           |                           |
| Locatelli 51’ Chiesa 77’ | Marcatori | 46’ Corradi 90+4’ Dessena |

| Arbitro: | Ayroldi (Molfetta) |

|             |           |  |
| Corradi 23’ | Marcatori |  |

| Arbitro: | P.S. Mazzoleni (Bergamo) |

|                                                        |           |                                   |
| Cardone 27’ (aut.) Gilardino 29’ Kaká 36’ Ševčenko 81’ | Marcatori | 24’ Cannavaro 70’, 85’ Marchionni |

| Arbitro: | Dondarini (Finale Emilia) |

|             |           |            |
| Corradi 23’ | Marcatori | 23’ Rocchi |

#### Girone di ritorno
| Arbitro: | Banti (Livorno) |

|                                             |           |                             |
| Corini 27’ Barzagli 50’ Di Michele 52’, 60’ | Marcatori | 23’ Simplicio 38’ Cannavaro |

| Arbitro: | De Santis (Roma) |

|                                     |           |            |
| M. Rossi 45+1’ Simplicio 83’ (rig.) | Marcatori | 26’ Amauri |

| Arbitro: | Rodomonti (Roma) |

|                   |           |                              |
| Tavano 49’ (rig.) | Marcatori | 44’ Marchionni 79’ Bresciano |

| Arbitro: | Trefoloni (Siena) |

|  |           |                               |
|  | Marcatori | 48’, 72’ Mancini 76’ Perrotta |

| Arbitro: | Palanca (Roma) |

|                 |           |             |
| Ibrahimović 45’ | Marcatori | 34’ Dessena |

| Parma 12 febbraio 2006, ore 15:00 25ª giornata | Parma             | 0 – 0 referto | Ascoli | Stadio Ennio Tardini\| Arbitro: \| Saccani (Mantova) \| |
| Arbitro:                                       | Saccani (Mantova) |               |        |                                                         |

| Arbitro: | Romeo (Verona) |

|  |           |               |
|  | Marcatori | 14’ Simplicio |

| Arbitro: | Paparesta (Bari) |

|                                   |           |                                            |
| Simplicio 3’ (rig.) Bresciano 19’ | Marcatori | 35’, 39’ Božinov 48’ Jørgensen 68’ Jiménez |

| Arbitro: | Bertini (Arezzo) |

|  |           |               |
|  | Marcatori | 84’ Bresciano |

| Arbitro: | Paparesta (Bari) |

|                                    |           |                       |
| Simplicio 37’ (rig.) Bresciano 81’ | Marcatori | 45+4’ (rig.) Bakayoko |

| Arbitro: | Rizzoli (Bologna) |

|                      |           |                               |
| Vučinić 90+5’ (rig.) | Marcatori | Simplicio 52’ Bresciano 90+1’ |

| Arbitro: | Tagliavento (Terni) |

|               |           |  |
| Simplicio 39’ | Marcatori |  |

| Arbitro: | Farina (Novi Ligure) |

|                          |           |  |
| Di Natale 39’ Felipe 39’ | Marcatori |  |

| Arbitro: | Rocchi (Firenze) |

|                                                           |           |  |
| Bresciano 11’ Simplicio 4’ Contini 66’ (rig.) Dessena 79’ | Marcatori |  |

| Arbitro: | Girardi (San Donà di Piave) |

|            |           |                                  |
| Flachi 39’ | Marcatori | 51’ (rig.) Corradi 90’ Bresciano |

| Arbitro: | Bergonzi (Genova) |

|               |           |            |
| D. Morfeo 63’ | Marcatori | 23’ Guzmán |

| Arbitro: | Rosetti (Torino) |

|                                             |           |             |
| Capone 11’ Suazo 31’ (rig.) M. Esposito 63’ | Marcatori | 74’ Corradi |

| Arbitro: | Paparesta (Bari) |

|                 |           |                                      |
| Corradi 54’ 88’ | Marcatori | 29’ (rig.) Kaká 43’ Cafu 56’ Seedorf |

| Arbitro: | Giannoccaro (Lecce) |

|            |           |  |
| Rocchi 61’ | Marcatori |  |

### Coppa Italia

#### Prima fase
| Arbitro: | Squillace (Catanzaro) |

|  |           |           |
|  | Marcatori | 49’ Dedič |

| Arbitro: | Rosetti (Torino) |

|  |           |           |
|  | Marcatori | 78’ Dedič |

| Arbitro: | Ayroldi (Molfetta) |

|                                                               |                      |                                                                     |
| Gasparetto 23’                                                | Marcatori            | 42’ (rig.) Simplício                                                |
| Buzzegoli Vannucchi Almirón Lodi Tavano Lucchini Vanigli Coda | Tiri di rigore 6 – 7 | Rosina Pisanu Grella Cardone Contini Simplício Bresciano Delvecchio |

#### Fase a eliminazione diretta
| Arbitro: | Morganti (Ascoli Piceno) |

|  |           |             |
|  | Marcatori | 74’ Martins |

| Milano 12 gennaio 2006, ore 21:00 Ottavi di finale - Ritorno | Inter               | 0 – 0 referto | Parma | Stadio Giuseppe Meazza\| Arbitro: \| Giannoccaro (Lecce) \| |
| Arbitro:                                                     | Giannoccaro (Lecce) |               |       |                                                             |

## Statistiche

### Andamento in campionato
| Giornata  | 1  | 2  | 3  | 4  | 5  | 6  | 7  | 8  | 9  | 10 | 11 | 12 | 13 | 14 | 15 | 16 | 17 | 18 | 19 | 20 | 21 | 22 | 23 | 24 | 25 | 26 | 27 | 28 | 29 | 30 | 31 | 32 | 33 | 34 | 35 | 36 | 37 | 38 |
| --------- | -- | -- | -- | -- | -- | -- | -- | -- | -- | -- | -- | -- | -- | -- | -- | -- | -- | -- | -- | -- | -- | -- | -- | -- | -- | -- | -- | -- | -- | -- | -- | -- | -- | -- | -- | -- | -- | -- |
| Luogo     | C  | T  | C  | T  | C  | T  | C  | T  | C  | T  | C  | T  | C  | T  | C  | T  | C  | T  | C  | T  | C  | T  | C  | T  | C  | T  | C  | T  | C  | T  | C  | T  | C  | T  | C  | T  | C  | T  |
| Risultato | N  | P  | V  | P  | P  | P  | N  | P  | N  | P  | V  | P  | P  | P  | N  | N  | V  | P  | N  | P  | V  | V  | P  | N  | N  | V  | P  | V  | V  | V  | V  | P  | V  | V  | N  | P  | P  | P  |
| Posizione | 12 | 17 | 12 | 13 | 14 | 16 | 16 | 16 | 16 | 17 | 16 | 16 | 16 | 18 | 18 | 18 | 16 | 18 | 17 | 18 | 18 | 16 | 17 | 17 | 17 | 15 | 15 | 14 | 13 | 13 | 10 | 12 | 10 | 10 | 10 | 10 | 10 | 10 |

Legenda:

Luogo: C = Casa; T = Trasferta. Risultato: V = Vittoria; N = Pareggio; P = Sconfitta.